# Піраміда Неферефри
Піраміда Неферефри — недобудована єгипетська піраміда доби V династії, розташована у некрополі Абусіра в Єгипті.

## Історія та опис

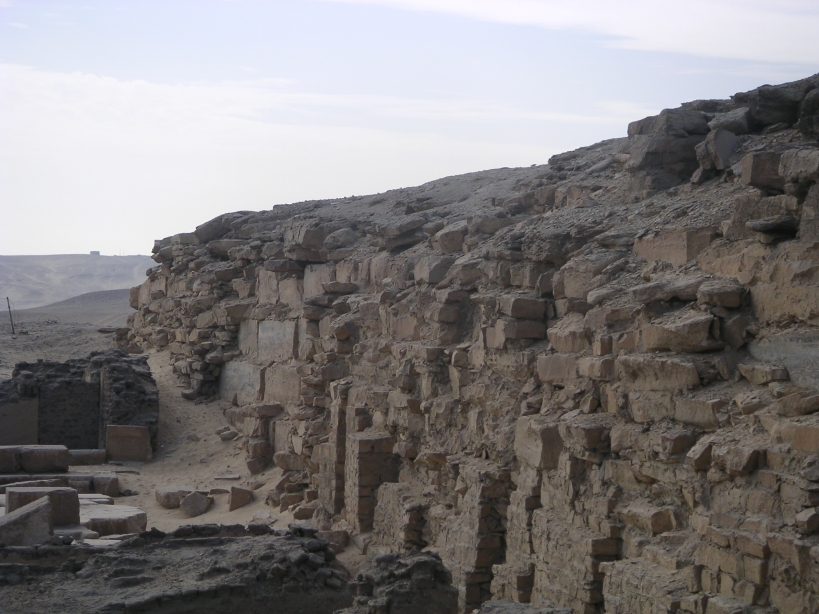
Недобудована піраміда Неферефри в Абусірі

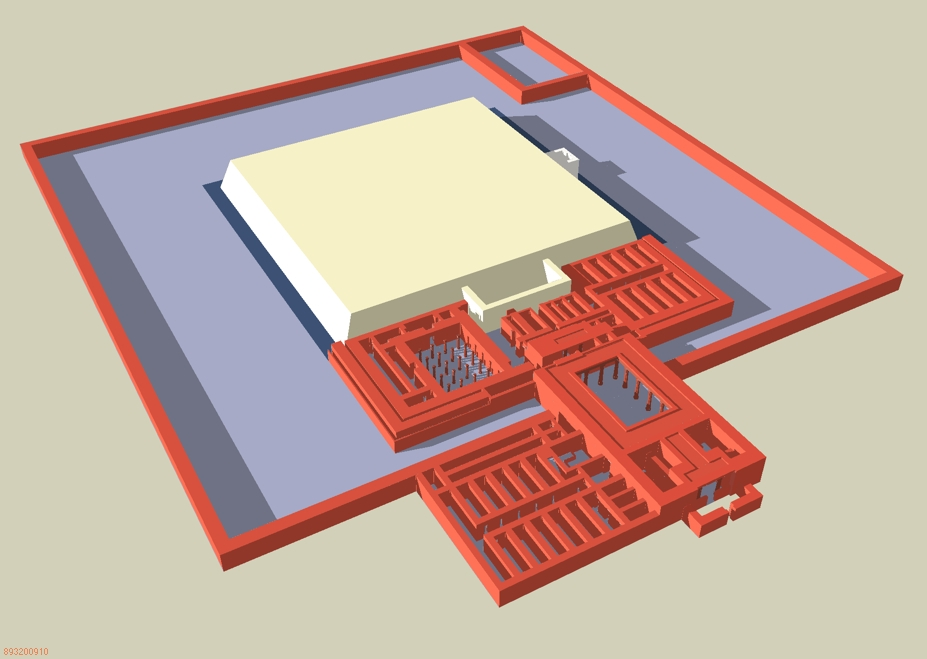
Недобудований поховальний комплекс Неферефри. Реконструкція

Після ранньої смерті фараона Неферефри незавершена піраміда була перебудована на квадратну мастабу, що стала місцем поховання померлого монарха. Незважаючи на фактичне знесення піраміди, комплекс будівель у тому місці було розширено за рахунок будівництва багатьох храмів, здійсненого наступниками Неферефри.
Перше дослідження було проведено Карлом Лепсіусом, який надав піраміді назву «Лепсіус XXVI», але повноцінним стало дослідження 1974 року, яке проводила чехословацькою археологічною експедицією з Карлова університету у Празі під керівництвом Мирослава Вернера. Під час роботи експедиції було виявлено такі важливі артефакти, як папіруси та статуї, що містили важливу інформацію про нетривале правління Неферефри.
Комплекс піраміди розташований на південний захід від піраміди Неферірікари й на захід від піраміди Хентхауса, у південній частині некрополю. Комплекс розташований найближче до пустелі з усіх пірамід Абусіра. Через довжину 65 метрів вона також могла би бути другою найменшою пірамідою фараона періоду Стародавнього царства у Єгипті після піраміди Уніса. Окрім власне піраміди, комплекс включає храм мертвих, святилище ножа та святилище сонця. Комплекс оточений великою круговою стіною.